# 戸田幸延
戸田 幸延（とだ こうえん、1976年5月25日 - ）は、日本の俳優。愛知県出身。血液型B型。

## 出演

### 映画
- バレット・バレエ 塚本晋也監督 （1999年）
- 血と骨 崔洋一監督 （2004年）
- ママーン 秋原正俊監督 （2006年）
- 春の居場所 秋原正俊監督 （2006年）
- 夢十夜 海賊版 第六夜 （2007年）
- 恋しくて 中江裕司監督 （2007年）
- プライスタグ 友野祐介監督 （2007年）
- 純喫茶磯辺 吉田恵輔監督 （2008年）
- 俺にさわるな! 福寿祁久雄企画 （2009年）
- RAILWAYS 49歳で電車の運転士になった男の物語 錦織良成監督 （2010年）
- バカがウラヤマシイ 鋤崎智哉監督 （2010年）

### インターネット
- 真昼の花 東芝ウェブストリート （2005年）